# Captain Newman, M.D.
Captain Newman, M.D. é um filme estaduniense, de 1963, dos gêneros comédia, drama e guerra, dirigido por David Miller (cineasta), roteirizado por Richare L.Breen, Phoebe Ephron e Henry Ephron, baseadoo no livro de Leo Rosten, música de Frank Skinner.

## Sinopse
Segunda guerra mundial, Estados Unidos, em hospital psiquiátrico, médicos e enfermeiros, enfrentam o dilema de curar pacientes, traumatizados pela guerra, e os enviar de volta para o combate.

## Elenco
- Gregory Peck ....... Capitão Josiah J. Newman, MD
- Tony Curtis ....... Cabo Jackson 'Jake' Leibowitz
- Angie Dickinson ....... Tenente Francie Corum
- Bobby Darin ....... Cabo Jim Tompkins
- Eddie Albert ....... Coronel Norval Algate Bliss
- James Gregory ....... Coronel Edgar Pyser
- Bethel Leslie ....... Mrs. Helene Winston
- Robert Duvall ....... Capitão Paul Cabot Winston
- Jane Withers ....... Tenente Grace Blodgett
- Dick Sargent ....... Tenente Belden 'Barney' Alderson
- Larry Storch ....... Cabo Gavoni
- Robert F. Simon ....... Tenente coronel M.B. Larrabee
- Syl Lamont ....... Sargento Kopp
- Paul Carr ....... Arthur Werbel (paciente)
- Vito Scotti ....... Major Alfredo Fortuno, prisioneiro de guerra italiano
- Crahan Denton ....... Major General Snowden
- Gregory Walcott ....... Capitão Howard
- Charlie Briggs ....... Gorkow